# Mueang Pathum Thani (huyện)
Mueang Pathum Thani (tiếng Thái: เมืองปทุมธานี) là huyện thủ phủ (Amphoe Mueang) của tỉnh Pathum Thani, miền trung Thái Lan.

## Lịch sử
Trong quá khư, huyện này có tên huyện Bang Kadi theo tambon trung tâm theo luật năm 1897. Trụ sở huyện đã được đặt ở bờ đông sông Chao Phraya river. Sau đó trụ sở đã được dời đến Tambon Parok, bờ tây sông năm 1917. Ngày 25/6/1938, Bộ trưởng Nội vụ Thái Lan đã đổi tên huyện thành Mueang Pathum Thani theo sắc lệnh của vua Rama VIII.

## Địa lý
Các huyện giáp ranh (từ phía tây theo chiều kim đồng hồ): Lat Lum Kaeo, Sam Khok, Khlong Luang, Thanyaburi và Lam Luk Ka của Pathum Thani Province, Don Mueang của Bangkok, và Pak Kret của tỉnh Nonthaburi.

## Hành chính
Huyện này được chia thành 14 phó huyện (tambon), các đơn vị này lại được chia ra thành 81 làng (muban). Additional to the town (thesaban mueang) của Pathum Thani  nằm trên toàn bộ tambon Bang Prok Có two further municipal areas - Các thị trấn (thesaban tambon) Bang Luang và Bang Kadi. Bang Kadi nằm trên toàn bộ same-named tambon, Bang Luang nằm trên một phần của  tambon Bang Luang, Ban Chang và Bang Duea. Có 12 Tổ chức hành chính tambon quản lý các khu vực nông thôn.
| Nr. | Tên             | Tên tiếng Thái | Số làng | Dân số |  |
| 1.  | Bang Prok       | บางปรอก        | -       | 18.320 |  |
| 2.  | Ban Mai         | บ้านใหม่         | 6       | 8.423  |  |
| 3.  | Ban Klang       | บ้านกลาง        | 5       | 10.510 |  |
| 4.  | Ban Chang       | บ้านฉาง         | 4       | 7.337  |  |
| 5.  | Ban Krachaeng   | บ้านกระแชง      | 4       | 3.457  |  |
| 6.  | Bang Khayaeng   | บางขะแยง       | 4       | 12.146 |  |
| 7.  | Bang Khu Wat    | บางคูวัด         | 12      | 18.001 |  |
| 8.  | Bang Luang      | บางหลวง        | 7       | 7.065  |  |
| 9.  | Bang Duea       | บางเดื่อ         | 7       | 11.302 |  |
| 10. | Bang Phut       | บางพูด          | 6       | 5.933  |  |
| 11. | Bang Phun       | บางพูน          | 6       | 20.484 |  |
| 12. | Bang Kadi       | บางกะดี         | 5       | 8.590  |  |
| 13. | Suan Phrik Thai | สวนพริกไทย      | 8       | 7.195  |  |
| 14. | Lak Hok         | หลักหก          | 7       | 15.649 |  |